# 전라남도함평교육지원청
전라남도함평교육지원청(全羅南道咸平敎育支援廳, Hampyeong Office of Education)은 전라남도 함평군을 관할하는 전라남도교육청 산하의 교육지원청이다.
교육장은 장학관으로 보한다.

## 산하 기관

### 초등학교 (병설유치원 포함)
| - 기산초등학교 - 나산초등학교 - 대동향교초등학교 | - 손불서초등학교 - 손불초등학교 - 신광초등학교 | - 엄다초등학교 - 함평초등학교 - 월야초등학교 | - 학다리중앙초등학교 - 해보초등학교 |

### 중학교
| - 함평손불중학교 - 함평신광중학교 | - 함평여자중학교(공립 여학교) - 함평월야중학교 | - 함평중학교 - 함평해보중학교 - 나산실용예술중학교 |

### 고등학교 (남녀공학)
| - 함평학다리고등학교 - 전남보건고등학교 - 함평골프고등학교 - 함평고등학교 |